# 红石嘴水库
红石嘴水库是中国河南省信阳市境内的一座水库，位于明河上，建于1969年。水库正常库容为2190万立方米，集雨面积为64平方千米，海拔为131米。